# 人造圣诞树

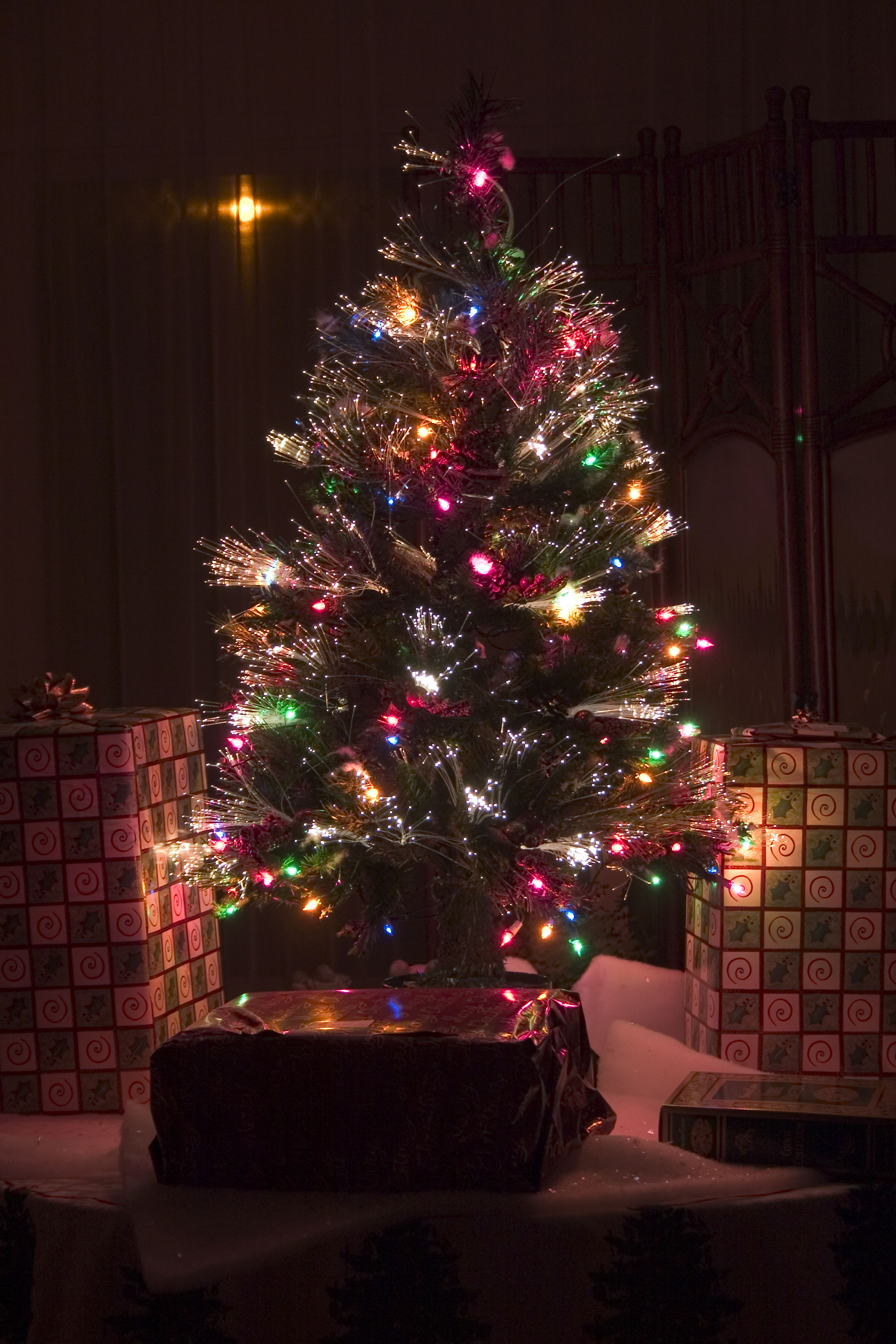
一棵光纤圣诞树

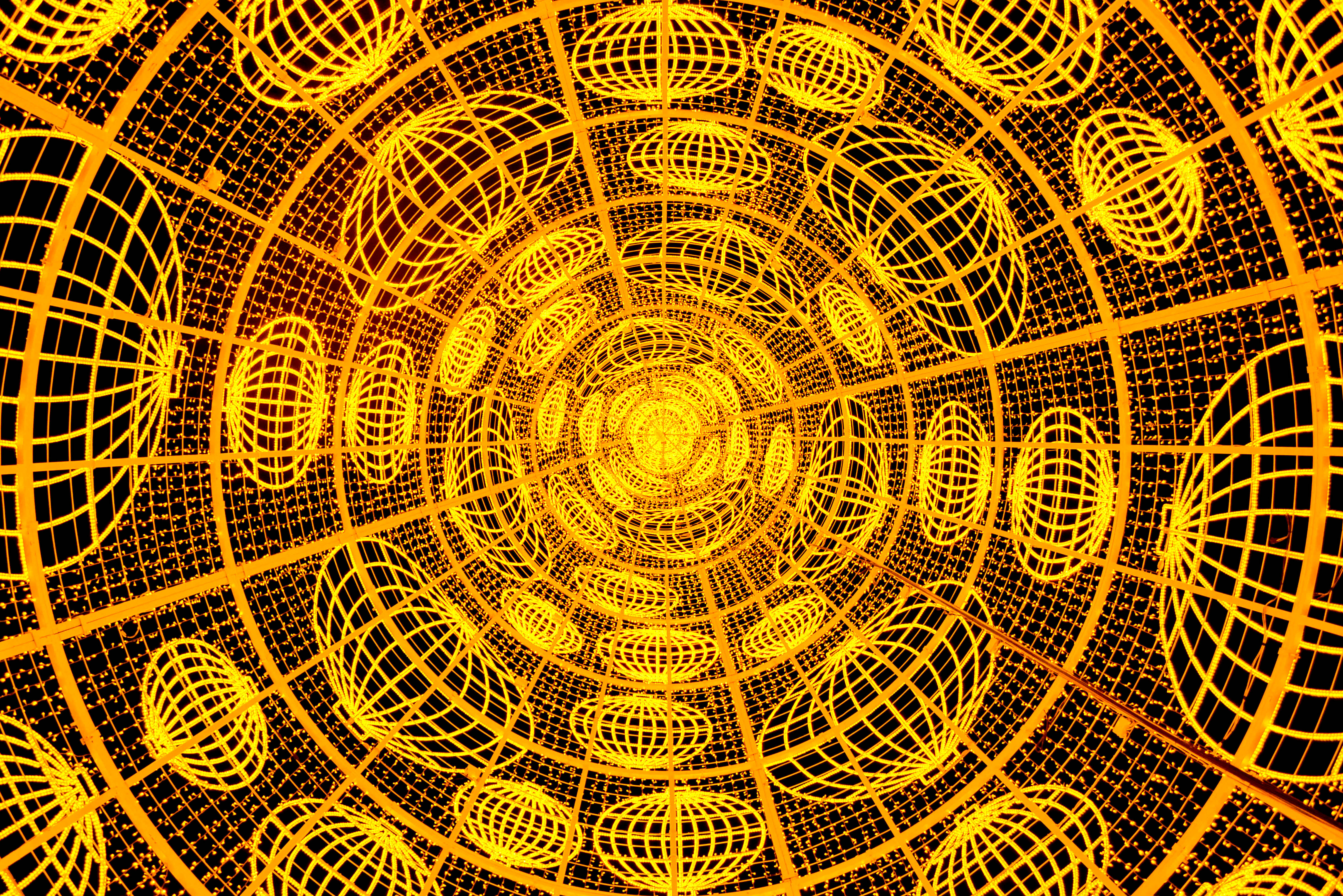
一棵位於馬德里太陽門的大型人造聖誕樹內部。

人造圣诞树是指相对天然栽培的圣诞树而言，采用人工方式制造的圣诞树。最早的人造圣诞树分木质和羽毛质两种，均由德国人发明。现代的人造圣诞树多由聚氯乙烯（PVC）制成，但目前以及历史上还有很多种其它类型的人造圣诞树存在，包括铝制圣诞树、光纤圣诞树等。

## 历史
尽管存在更早的例子，人们一般认为最早的人造圣诞树于19世纪在德国诞生。这些树使用染成绿色的鹅毛制成，是德国人对德国境内持续的森林开伐的一种回应。鹅毛圣诞树始于1880年代，20世纪初日益流行。德国产的鹅毛圣诞树最终打入美国市场，并且同样相当受欢迎。事实上，在美国，人造圣诞树可能比天然圣诞树更早出现。这些早期圣诞树为木质、树形、呈金字塔状，使用蜡烛照明，1747年在宾夕法尼亚州伯利恒由德国摩拉维亚弟兄会制作。

## 材料

### 羽毛
羽毛圣诞树，源自德国，后来也在美国流行。这种圣诞树是先将染绿的鹅毛粘在金属丝上，再将金属丝卷成环形，绕于“树干”周围。羽毛圣诞树尺寸不等，数据显示，1920年代在商店里出售的羽毛圣诞树，小至两英寸，大至98英寸。树梢上经常会装上人造的红浆果样式的烛台。树梢间隔开距离，以避免被蜡烛点着，也为装饰物留下空间。羽毛圣诞树的其它优点还有：免去前往树木栽培地的麻烦，以及不会像天然树那样掉落针叶。

### 刷毛
1930年代，美国的阿迪斯毛刷公司（Addis Brush Company）制造了第一棵以刷毛为材料的圣诞树，使用的是与制造清洁刷相同的机器，以及相同的动物毛原材料。这种圣诞树一度十分流行，大量出口到英国。其优点是，可承受更重的装饰品，且更不易燃烧。

### 铝

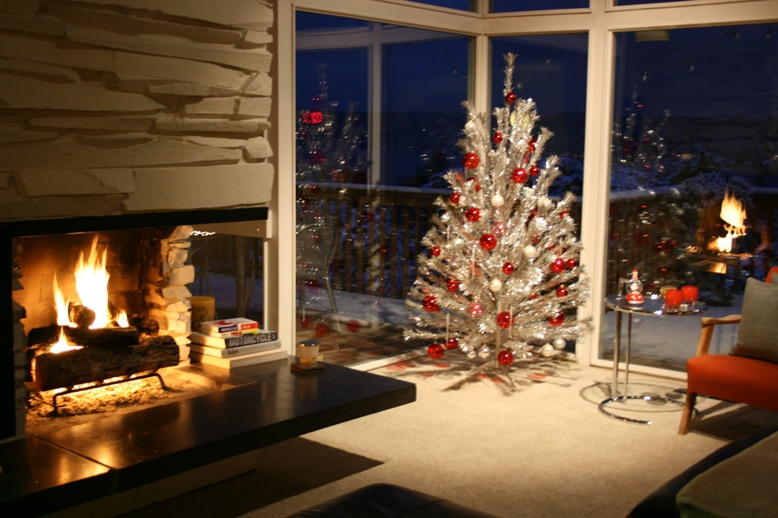
铝制圣诞树

铝制圣诞树是一种以铝为主要材料的人造圣诞树，诞生于美国，1958年在芝加哥首次出现。后来威斯康星州马尼托沃克成为铝制圣诞树的主产地。铝制圣诞树一直生产到1970年代，而其鼎盛时期则是从出现之日到1965年。

### 塑料

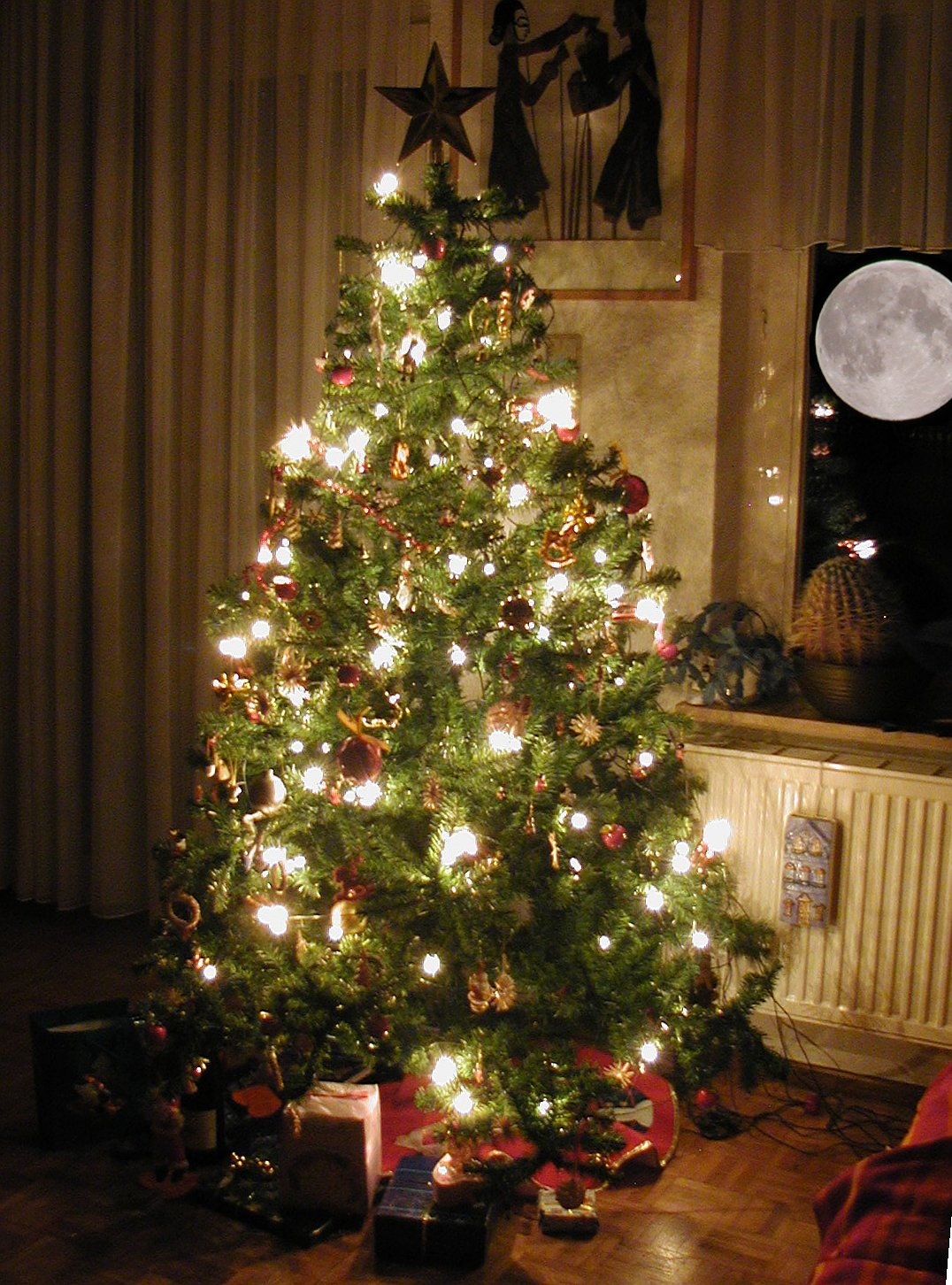
一棵装饰了小彩灯的PVC圣诞树

现代的人造圣诞树大多由经过回收的包装材料再造成的聚氯乙烯（PVC）或其它塑料制成，其中约10%人造树采用PVC粉加工制成。这些圣诞树大多不可循环、不可降解。PVC圣诞树较耐火，但并非不燃性物质。这一类圣诞树很多产自中国，2005年1至8月共有价值6900万美元的人造圣诞树从中国出口到美国。
塑料圣诞树样式丰富，颜色多样，制作越来越逼真，末梢的材料可能含有聚乙烯。预装好灯的圣诞树逐渐流行，其中有些是为户外使用特别设计的。有的圣诞树装有内置扬声器和MP3播放器。
在美国，Mountain King、Barcana以及National Tree Company等公司推出了高度仿真的形似花旗松、美国黄松等树种的产品。进入1990年代，人造圣诞树不仅外观上，连气味上也更逼真。

### 其它

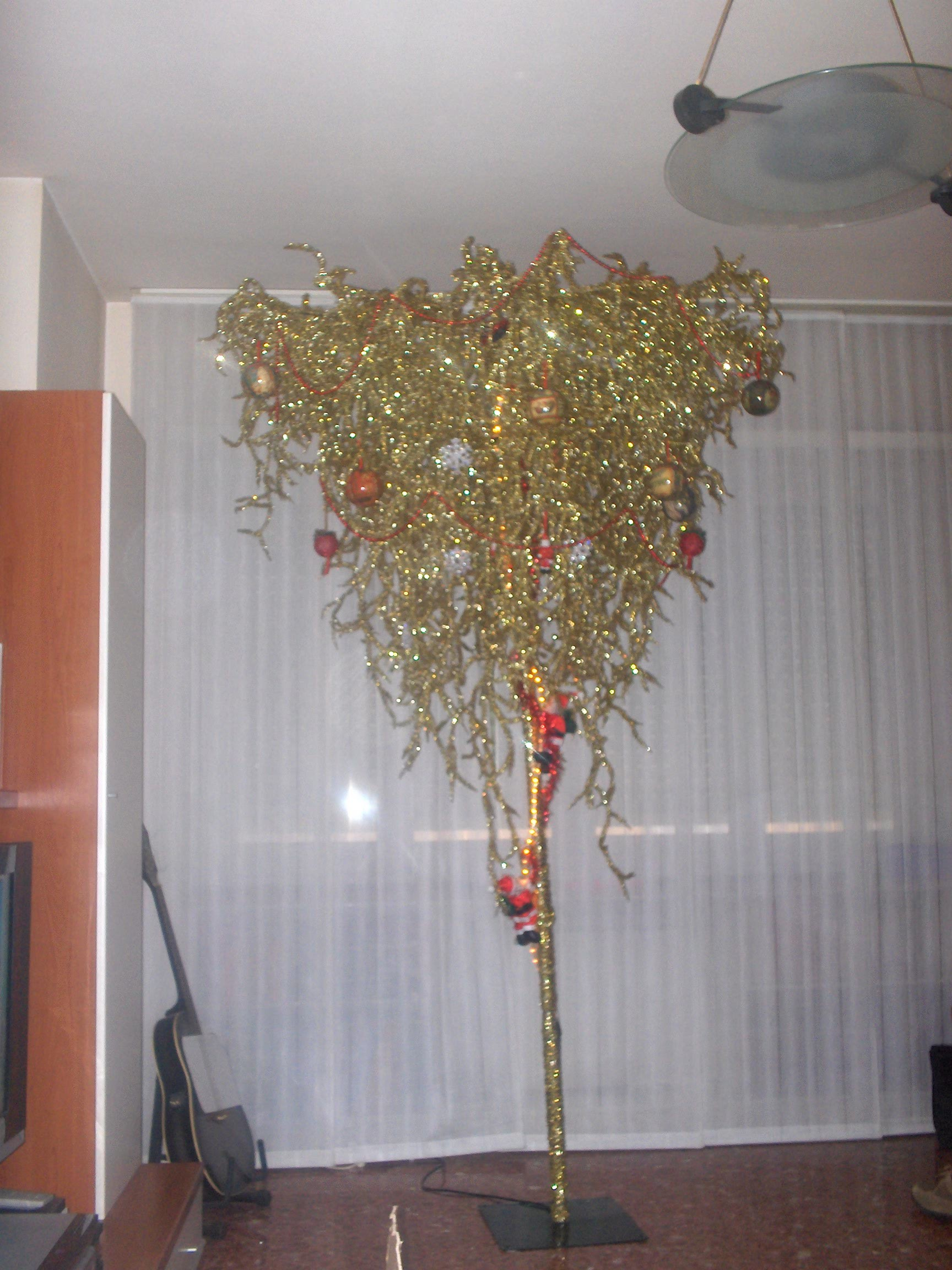
一棵立式的倒置圣诞树

圣诞树的消费趋势时刻都在发展，市场上相应地出现不同类型的产品，光纤圣诞树是其中之一。这种圣诞树又分为两种类型：一种形似传统圣诞树；另一种则是完全由细小的光纤构成的发光树。
达拉斯一家公司生产多种颜色的“全息聚脂薄膜”圣诞树。树状物体由诸如纸板、玻璃等材料制成。倒置的圣诞树最早见于商场，这种形状使消费者能更容易接触到树上摆放的商品，同时还节省了占地面积。倒置的圣诞树有三种类型：立式、吊式以及墙面式。

## 销售与使用
人造圣诞树自20世纪晚期开始盛行，使用者认为人造圣诞树更方便，并且因为可反复使用，会比天然圣诞树便宜。2001年至2007年之间，美国人造圣诞树的销售总金额由730万美元上升到1740万美元。
1992年，美国使用了圣诞树的家庭中大约有46%选择的是人造圣诞树。12年后，2004年ABC新闻台与华盛顿邮报的联合调查显示，58%的美国居民选择人造圣诞树。21世纪初，天然树与人造树之争成为大众媒体的一项热门话题，常出现于圣诞假期。话题主要聚集在近年来天然圣诞树与人造圣诞树销量的一降一升。
人造圣诞树的受欢迎趋势并没有被圣诞树种植业忽视。2004年，美国圣诞树种植业聘请广告代理商史密斯-哈罗夫公司（Smith-Harroff）发起一轮广告战，目的是让天然圣诞树的销量能够回升。密歇根州立大学1975年的一项调查显示，消费者偏好人造圣诞树的原因包括安全、一次性购买、环境责任等，但最重要的一点是无需清洁掉落的针叶。

## 环境问题

### 一般问题
关于人造圣诞树对环境影响的争议仍在持续。天然圣诞树栽培者认为人造圣诞树对环境的危害更大。另一方面，美国圣诞树协会（American Christmas Tree Association）等商会则反驳这一点，并认为圣诞树中使用的PVC具有出色的可循环属性。堪萨斯州立大学的一位研究人员称“人造圣诞树对环境友好”的观点为“城市荒诞”。近年来，广东省珠三角有数十家新工厂采用了国产小型压延机将用过的包装塑料回收再造成PVC胶片生产圣诞树，使人造圣诞树对环境更友好。

### 铅污染
PVC材料常使用铅作为稳定剂。中国出口的人造圣诞树中铅的使用已成为政客和科学家关心的问题。2007年中国玩具召回事件中，部分产品为PVC制成。2004年一项研究表明，尽管通常情况下人造圣诞树并不因为含有铅而对健康产生威胁，但“最坏情况”对儿童确实存在。这项研究的作者里查德·马斯博士（Dr. Richard Maas）在2005年说：“我们发现，将一棵人造圣诞树静置一星期之后，会在地面上发现大量铅末”。近年来，中国立法禁止使用含铅稳定剂，现在大多数都采用含锡稳定剂的PVC生产人造圣诞树。

## 延伸阅读
- （英文）Curt Wohleber. Fake Fir